# 阿部史典
阿部 史典（あべ ふみのり、1995年1月4日 - ）は、日本の男性プロレスラー。東京都世田谷区出身。血液型A型。浄土宗僧侶の資格を持っており僧侶としての名前は阿部 諦道（あべ たいどう）。会得以降はこれをリングネームとする場合もある。

## 経歴
- 2014年、澤宗紀の紹介でスポルティーバエンターテイメントに入門。
- 2015年5月17日、スポルティーバ名古屋国際会議場イベントホール大会「愛プロレス博2015〜光〜」の対入江茂弘戦でデビュー。
- 2017年12月28日、後楽園ホールで開催された木高イサミのプロデュース大会「木高イサミのプロレス〜第三回新宿地上最大武道会〜」において木高にプロレスリングBASARAの入団を直訴。木高は入団を快諾。
- 2018年1月1日、BASARAに入団[1]。
- 7月21日、墨田区総合体育館で開催された「ISAMI-reversal Summer Cup 2018」に総合格闘技ジム&マッサージ「S-KEEP」のメンバーとして出場してアダルト青帯ミドル級で優勝。
- 2020年3月24日。高梨将弘をレフェリーストップで下し、第14代ユニオンMAX王者になった。
- 2020年8月10日。野村卓矢とのタッグチーム「アストロノーツ」で関本大介&佐藤耕平組が保持するBJW認定タッグ王座に挑戦し勝利。第50代王者に輝いた。
- 2021年、第18回天下一Jr.に出場。9月9日のトーナメント決勝戦では北村彰基に勝利。3回目の出場で初優勝を飾ったと同時に、第26代インターナショナルジュニアヘビー級王座と第126代NWA世界ジュニアヘビー級王座の2冠王者となった。
- 2022年12月31日、フリー転向のためプロレスリングBASARAを退団。以降もBASARAにはフリーとして参戦。
- 2023年1月3日、DDTプロレスリング後楽園ホール大会に登場、高木三四郎とタッグユニット「チーム煩悩大社長」の結成を発表。
- 2023年2月23日、バーレスク東京にて行われた路上プロレスでMAO・勝俣瞬馬組の持つKO-Dタッグ王座に高木とともに挑むも敗退。
- 2023年3月1日開催の『ジュニア夢の祭典 〜ALL STAR Jr. FESTIVAL 2023〜』では第0試合スペシャルプレゼントマッチに出場[2]。

## 得意技
デスバレーボム
澤宗紀直伝お卍固め
腕極めお卍固め
腕極め卍固めと同型。
お卍クラッチホールド
回転浄土宗
2回転式ソバットと同型。
バズソーキック
仰向けになった相手の上半身を起こして相手の左側頭部を振り抜いた右足の甲で蹴り飛ばす。
伊良部パンチ
各種キック

## 入場曲
- 初代 : ロクデナシ（ザ・ブルーハーツ）
- 2代目 : 千年メダル（THE HIGH-LOWS）

## タイトル歴
プロレスリングBASARA
- ユニオンMAX王座（第14代）
- IRON FIST TAG王座（第4代）（パートナーは野村卓矢）
- 頂天～itadaki～ 優勝（2022年）

ガッツワールドプロレスリング
- GWC認定タッグ王座（第15代）（パートナーはTORU）

プロレスリングZERO1
- NWA世界&インターナショナルジュニアヘビー級王座（第126代&第26代）
- NWAインターナショナルライトタッグ王座（第28代）（パートナーは日高郁人）
- 天下一Jr. 優勝（2021年）

KAIENTAI DOJO
- UWA世界ミドル級王座（第69代）

大日本プロレス
- BJW認定タッグ王座（第50代、第52代、第58代）（パートナーは野村卓矢）

全日本プロレス
- GAORA TV チャンピオンシップ（第26代）
- 全日本プロレスTV認定6人タッグ王座（第10代）（パートナーは青柳優馬、佐藤光留）

wXw
- AMBITION14優勝（2023年）

DDTプロレスリング
- KO-Dタッグ王座　(第86代)　(パートナーは野村卓矢)

日本インディー大賞
- ベストユニット賞（2020年、2023年）